# بلومزدی

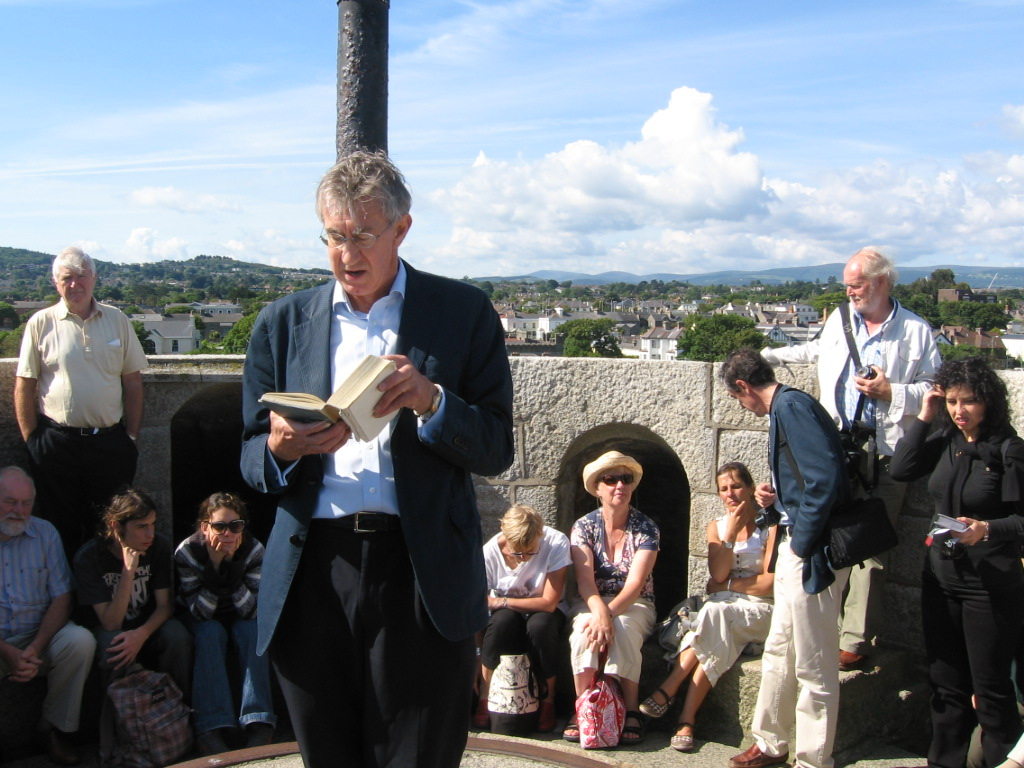
اولیس‌خوانی در پشت بام برج و موزهٔ جیمز جویس واقع در دوبلین از جمله مراسم بلومزدی است

بلومزدی (به انگلیسی: Bloomsday؛ به معنای روز بلوم) یادبود و گرامیداشتی از زندگی جیمز جویس، نویسندهٔ ایرلندی، است که طی آن وقایع رمان اولیس (که تماماً در روز ۱۶ ژوئن ۱۹۰۴ رخ می‌دهد) را بازسازی و از نو زنده می‌کنند. مراسم گرامیداشت هر سال در ۱۶ ژوئن در دوبلین و سایر شهرهای جهان برگزار می‌شود. جویس ۱۶ ژوئن را انتخاب کرد چرا که آن روز، اولین باری بود که به همراه همسر آینده‌اش، نورا بارنِکِل، بیرون رفت و در حومهٔ دوبلین گشت‌وگذار کرد. نام این روز از روی شخصیت لئپولد بلوم، قهرمان رمان اولیس، گرفته شده‌است.